# 요크의 엘리자베스
요크의 엘리자베스(Elizabeth of York, 1466년 2월 11일 ~ 1503년 2월 11일)는 영국 요크 왕가의 왕녀이자 헨리 7세의 아내이다.

## 유년기
1466년 웨스트민스터에서 에드워드 4세와 지방귀족 출신인 엘리자베스 우드빌 사이에서 장녀이자 맏자식으로 태어났다. 어머니와 고모인 서퍽 공작부인의 이름을 따 '엘리자베스'로 지어졌다. 5세때 에드워드 4세의 강력한 후원자였던 노섬벌랜드 백작 존 내빌의 아들과 약혼하였으나 노섬벌랜드의 배신으로 취소되었다. 1475년 프랑스의 도팽 샤를의 아내로 제의되었으나 도팽의 아버지 루이 11세의 반대로 폐기되었다.
1483년 에드워드 4세가 사망하면서 그의 장남 웨일즈 공이 에드워드 5세로 즉위하였다. 에드워드 5세가 미성년이었으므로 그의 계부(季父)인 글라우스터 공작 리처드가 왕의 후견인이자 섭정이 되었다. 곧바로 리처드는 에드워드 5세와 요크 공작 리처드와 외척 우드빌가의 교제를 끊기위해 온갖수단과 방법을 동원했다. 일단 대관식을 위해 루드로 (Ludlow)에서 런던으로 가고 있던 에드워드 5세를 가로채 표면상 보호를 위해 런던 탑에 연금시켰다. 당시 왕대비 엘리자베스 우드빌은 장녀 엘리자베스를 비롯한 딸들과 작은 아들 요크 공작 리처드와 웨스트민스터 사원안에 피신처(Sanctuary)에서 있었는데 리처드는 왕대비의 허락을 받아 요크 공작 리처드도 왕과 같이 있어준다는 명분으로 런던 탑에 보내넣었다.
두 달뒤인 1483년 6월 22일, 에드워드 4세와 엘리자베스 우드빌의 결혼이 무효되면서 그들의 자녀들은 서자로 전락하였다. 7월 6일 리처드는 공식으로 국왕 자리에 올랐다.

## 결혼 협약
대왕대비 엘리자베스 우드빌은 당시 랭커스터 왕가의 출신으로 왕위에 제일 가까운 헨리 7세의 어머니 마거릿 보퍼트와 헨리 튜더를 왕위에 올려 엘리자베스와 결혼을 한다는 결연을 맺혔다. 1483년 12월, 르네(Rennes)대성당에서 헨리 튜더는 엘리자베스와 결혼 선서를 맺고 왕위 찬탈을 위한 침략을 준비하였다.
에드워드 4세의 장녀로 남자형제가 모두 사망한 상태에서 엘리자베스는 강력한 왕위계승권자였고, 삼촌이 리처드 3세가 사망한 후 적법하게 왕위를 이을 수도 있었지만, 여왕으로서의 통치권을 행사하지 않았다.
헨리 7세는 안정적인 통치권을 확보하고, 다른 요크가 생존자들의 계승권을 약화하기 위해서라도 엘리자베스와 결혼해야 한다는 것을 잘 알고 있었다. 하지만 그는 곤트의 존의 후손이라는 희박한 근거에 기대어 스스로 왕위 계승권을 주장하였고, 요크가 후계자와의 결혼이 아닌 스스로 적법한 왕으로 통치하고자 하였으며, 권력을 나눠가질 마음은 전혀 없었다. 따라서, 결혼 이전인 1485년 10월 30일 스스로 왕위에 올랐다.
헨리 7세는 아내가 에드워드 4세의 후계자로서 가진 계승권과 정통성을 의심받지 않도록 티툴루스 레기우스(Titulus Regius)를 제기하여 에드워드 4세 자녀들을 적출 소생으로, 에드워드 5세를 선왕으로 인정하였다. 교황의 승인을 받은 후, 1486년 1월 18일 헨리 7세와 요크의 엘리자베스는 결혼식을 올린다. 1486년 장남인 아서가 태어났고, 엘리자베스는 이듬해 왕비로 대관식을 올렸다. 이후 6명의 자녀를 더 낳았지만 이 중 마가렛, 헨리, 메리만이 살아남았다.
비록 정치적 결합이었지만 결혼생활은 순조로웠으며, 부부는 서로를 존중했다. 왕비로서 엘리자베스는 정치적 영향력은 거의 행사하지 않았지만, 친인척과 시종, 후원자들에게 모두 다정하고 친절했다고 전한다. 음악과 춤, 주사위 놀이를 좋아했고, 그레이하운드를 길렀다.

## 말년
슬하에 장남 웨일즈 공 아서와 차남 헨리 8세를 비롯해 3남 4녀를 두었으나 혹독하고 야심많은 시어머니 마거릿 보퍼트의 영향력에 밀려 정치적 권력은 거의 없었다.
1501년 장남 아서(당시 15세)가 아라곤의 캐서린과 결혼하면서 왕세자의 거주지를 밖에 두는 전통에 따라 러들로 캐슬로 나간 5개월 후 1502년 사망한다. 이에 낙담한 헨리 7세는 슬픔에 잠겨 아들의 죽음을 슬퍼하면서, 동시에 왕위계승에 대한 걱정으로 황폐해진다. 엘리자베스는 왕에게 헨리 7세 자신도 외동아들이지만 살아남아 왕이 되었고, 부부에게는 아직 아들과 두 딸이 남아있으며, 둘 다 아직 젊으니 아기를 더 낳을 수 있지 않겠느냐고 위로했다.
1503년 2월 2일 막내딸 캐서린 공주를 낳았지만 며칠 후 사망했다. 이로 인해 자신의 생일인 2월 11일에 분만후감염으로 37세를 일기로 생을 마감했다.
남편인 헨리 7세는 그녀의 죽음을 진심으로 애도하였다. 기록에 따르면, 그는 “은둔지로 몰래 떠나 아무도 그를 건드릴 수 없게 했다”고 한다. 검소하다고 소문난 헨리7세였지만 그녀를 위해 화려한 장례식을 열었다. 웨스트민스터 사원의 레이디 채플에 묻혔다.
헨리 7세는 나중에 나폴리 왕의 미망인인 조안나, 카스티아의 여왕 후아나 1세(카스티야), 사보이의 공작 미망인 마가렛 등과 재혼을 생각했지만 1509년 홀로 사망했다. 당시의 세금 징수 기록 등을 보면, 엘리자베스의 사망 이후 헨리 7세의 인색함과 편집증적인 성격으로 인한 악명은 더욱 심각해진 것으로 보인다. 그는 엘리자베스와 함께 매장되었다. 엘리자베스의 무덤은 19세기에 발굴작업을 거쳤는데, 납으로 된 관을 덮었던 나무 상자를 후손인 제임스 6세를 묻을 장소를 만드느라 없애버린 것으로 드러났다.

## 자녀
| 사진 | 이름       | 생일             | 사망                   | 기타 |
| ---- | ---------- | ---------------- | ---------------------- | --- |
|      | 아서       | 1486년 9월 20일  | 1502년 4월 2일(15세)   | 웨일스 공, 아라곤의 캐서린과 약혼했으나 곧 사망. |
|      | 마거릿     | 1489년 11월 28일 | 1541년 10월 18일(51세) | 스코틀랜드 제임스 4세와 결혼, 사별 제6대 앵거스 백작 아치볼드 더글러스와 재혼, 이혼 제1대 메스번 영주 헨리 스튜어트와 재혼                                         |
|      | 헨리       | 1491년 6월 28일  | 1547년 1월 28일(55세)  | 후임 잉글랜드 국왕 아라곤의 캐서린과 결혼, 이혼 앤 불린과 결혼, 처형 제인 시모어와 결혼, 사별 클레페의 앤과 결혼, 이혼 캐서린 하워드와 결혼, 처형 캐서린 파와 결혼 |
|      | 엘리자베스 | 1492년 7월 2일   | 1495년 9월 14일(3세)   | 요절 |
|      | 메리       | 1496년 3월 18일  | 1533년 6월 25일(37세)  | 프랑스 루이 12세 왕비 찰스 브랜던과 재혼 |
|      | 에드워드   | 1498년경         | 1499년                 | 요절 |
|      | 에드먼드   | 1499년 2월 21일  | 1500년 6월 19일        | 요절 |
|      | 캐서린     | 1503년 2월 2일   | 1503년 2월 10일        | 태어나자마자 어머니와 함께 사망 |

## 참고 문헌
- Morgan, Kenneth O., (1988), The Oxford History of Britain, Oxford University Press.
- Williams, Neville, (1977), 'Henry VII', in Fraser, Antonia (ed), The Lives of the Kings and Queens of England, Futura.